# Laure de Berny
Pour les articles homonymes, voir Berny.
Laure de Berny, née Louise Antoinette Laure Hinner à Versailles le 23 mai 1777 et morte dans la maison « La Bouleaunière », à Grez-sur-Loing, près de Nemours le 27 juillet 1836, était l’inspiratrice et amante d’Honoré de Balzac, pour lequel elle éprouvait un amour quasi maternel. Elle fut la première et, semble-t-il, la plus grande passion de l’écrivain. C'est à Georges Vicaire et Gabriel Hanotaux de l'Académie française que l'on doit la découverte de l'identité de la dilecta qu'ils ont si bien présentée dans La Jeunesse de Balzac. Balzac imprimeur paru en 1903, c'est-à-dire plus de cinquante ans après la mort de Balzac.

## Biographie
Fille de Philipp Joseph Hinner (de) , « musicien ordinaire du Roy et de la chambre de la Reine », harpiste allemand venu de Wetzlar à la demande de la Cour de France, et de Marguerite Louise Amélie Guelpe de la Borde, femme de chambre de Marie-Antoinette d'Autriche, elle est la filleule du roi et de la reine. Elle est baptisée le lendemain de sa naissance et les souverains se font représenter par Louis-Antoine-Sophie de Vignerot du Plessis, quatrième duc de Richelieu, et par Laure-Auguste de Fitz-James, princesse de Chimay, dame d'honneur de la Reine. Elle connut les fastes et frivolités de la cour, puis les orages et les conspirations de la Révolution française.
En 1793, elle épouse à l’âge de quinze ans et dix mois Gabriel de Berny, homme froid et réservé âgé de vingt-quatre ans, et dont elle a neuf enfants. Entre 1799 et 1815, elle a une liaison avec André Campi, bien introduit auprès de la famille de Napoléon et secrétaire de Lucien Bonaparte au ministère de l'Intérieur. Elle en a une fille, Julie, née en 1804, et peut-être aussi plusieurs de ses autres enfants.
Durant l'hiver 1821-1822, alors qu'elle est établie à Villeparisis où résidait la famille Balzac, elle fait la connaissance d'Honoré, qui est engagé pour donner des leçons aux filles de la maison. L'homme de 22 ans s'éprend de cette petite femme de 1,55 m, brune, coquette, spirituelle et vive,  et qui est d'un an l'aînée de sa mère. Il lui adresse des lettres enflammées, dont on a conservé les brouillons. Elle commence par résister, invoquant son âge, et lui propose d'épouser plutôt sa fille Julie. Balzac persévère et finit par la gagner un soir de mai 1822. Il décide de lui donner le prénom de Laure, comme sa sœur et sa mère, et parle d'elle en l'appelant la dilecta (bien-aimée).
Vers 1824, les époux de Berny emménagent au 55, rue d'Enfer, dans l'ancien 12e arrondissement de Paris où ils demeurent encore en 1833. 
Laure de Berny meurt en 1836, à l'âge de 59 ans, dans la maison de campagne « La Bouleaunière », propriété de Gabriel de Berny, qui existe encore (en 2021) à Grez-sur-Loing, commune dans laquelle elle a été inhumée.

## Laure de Berny et Balzac

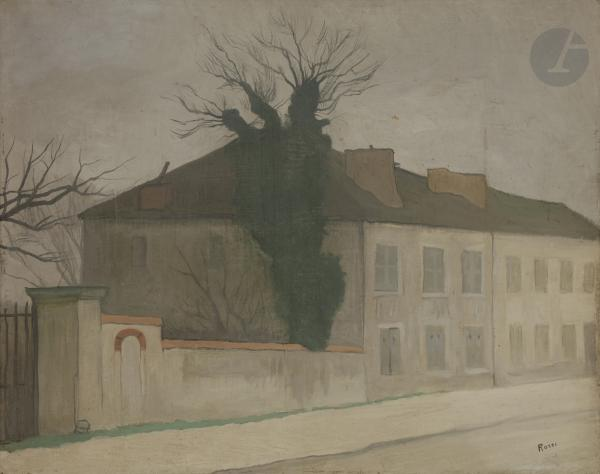
Joseph Rossi, La Maison de Madame de Berny [Villeparisis], huile sur toile, avant 1931.

Elle suivit chaque étape de sa carrière, le conseilla, lui apporta la tendresse que Balzac ne trouva jamais chez sa mère. Elle lui prête de l'argent à plusieurs reprises, notamment pour lancer une entreprise d'édition, puis pour acheter une imprimerie. Son fils, Alexandre Deberny, sauva de la faillite une partie de l’imprimerie de Balzac, dont il fit une entreprise florissante : la fonderie de caractères Deberny et Peignot qui allait exister jusqu’en 1970.

À la mort de madame de Berny, Balzac désemparé écrivait : 
« La personne que j’ai perdue était plus qu’une mère, plus qu’une amie, plus que toute créature peut être pour une autre. […] Elle m’avait soutenu de parole, d’action, de dévouement pendant les grands orages. Si je vis, c’est par elle. Elle était tout pour moi. »
Elle servit de modèle à l’écrivain pour les personnages (entre autres) de Madame Firmiani, madame de Mortsauf du Lys dans la vallée et de Pauline dans Louis Lambert.

## Adaptation à l'écran
- Le rôle de madame de Berny est interprété par Élina Labourdette dans le téléfilm : Un grand amour de Balzac, réalisé par Jacqueline Audry et Wojciech Solarz, sorti en 1973, adapté de la biographie d'Honoré de Balzac.
- Virna Lisi joua madame de Berny dans Balzac, réalisé par Josée Dayan pour TF1, en 1999.
- Épisode de série télévisée : Les égéries des grands hommes, Saison 1 - Épisode 3: Laure de Berny, Honoré de Balzac, Réalisation Vincent de Brus, Production ADLTV, France Télévisions, Documentaire, 26min, 2017, France. Première diffusion : 12/09/2018, France 5.